# (180103) 2003 FX6
(180103) 2003 FX6 là một tiểu hành tinh vành đai chính được phát hiện ngày 26 tháng 3 năm 2003 bởi James Whitney Young ở Đài thiên văn Núi bàn gần Wrightwood, California.